# Rio Pacuí
O rio Pacuí é um curso de água do estado de Minas Gerais, Brasil. É afluente do rio São Francisco, pela margem direita, fazendo parte da bacia do rio São Francisco.